# Summit Camp

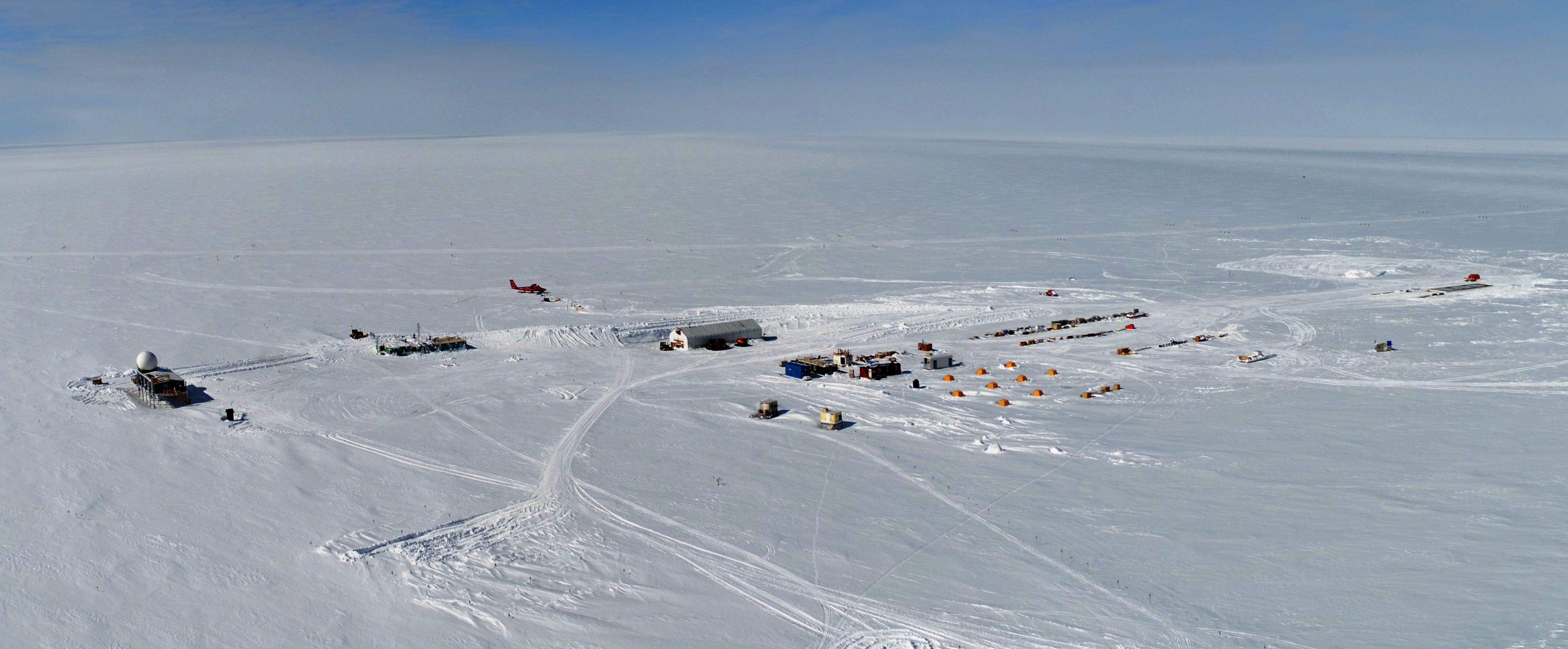
Fotografía de la Estación Summit

Ubicación de la Estación Summit, en el Parque nacional del noreste de Groenlandia.

Summit Camp (también denominada de Estación Summit) es una estación de investigación durante todo el año en el vértice de la capa de hielo de Groenlandia. En la Estación Summit se desarrollan proyectos en los campos de meteorología, glaciología, química atmosférica y astrofísica. Sus coordenadas son variables, ya que el hielo se está moviendo. Las coordenadas proporcionadas aquí son a partir de junio de 2006. La estación está ubicada a 3.212 metros sobre el nivel del mar. La población de la estación es de 5 habitantes en el invierno y 55 personas en el verano. La Estación Summit fue establecida en abril de 1989 como el sitio de perforación del Proyecto 2 de Capa de Hielo de Groenlandia (GISP2). La estación es operada por la empresa americana CH2M HILL, con apoyo de la Fundación Nacional para la Ciencia.

## Geografía
El campamento está localizado a aproximadamente 360 km de la costa este y 500 km de la costa oeste de Groenlandia (Saattut y Uummannaq), en el Parque nacional del noreste de Groenlandia. La ciudad más cercana es Ittoqqortoormiit, 460 km al este-sureste de la estación.

## Clima
El clima se clasifica como clima gélido, sin que el mes tenga una temperatura media superior a 0 °C. Las temperaturas máximas diarias típicas en la Estación Summit son aproximadamente −35 °C en invierno (enero) y −10 °C en verano (julio). Las temperaturas mínimas de invierno suelen ser de aproximadamente −45 °C en invierno (enero) y −15 °C en verano (julio). La temperatura más alta en la Estación Summit fue de 6.0 °C, registrada el 14 de junio de 2017.
| Parámetros climáticos promedio de Estación Meteorológica Automática (AWS), Summit Camp, Capa de hielo de Groenlandia | Parámetros climáticos promedio de Estación Meteorológica Automática (AWS), Summit Camp, Capa de hielo de Groenlandia | Parámetros climáticos promedio de Estación Meteorológica Automática (AWS), Summit Camp, Capa de hielo de Groenlandia | Parámetros climáticos promedio de Estación Meteorológica Automática (AWS), Summit Camp, Capa de hielo de Groenlandia | Parámetros climáticos promedio de Estación Meteorológica Automática (AWS), Summit Camp, Capa de hielo de Groenlandia | Parámetros climáticos promedio de Estación Meteorológica Automática (AWS), Summit Camp, Capa de hielo de Groenlandia | Parámetros climáticos promedio de Estación Meteorológica Automática (AWS), Summit Camp, Capa de hielo de Groenlandia | Parámetros climáticos promedio de Estación Meteorológica Automática (AWS), Summit Camp, Capa de hielo de Groenlandia | Parámetros climáticos promedio de Estación Meteorológica Automática (AWS), Summit Camp, Capa de hielo de Groenlandia | Parámetros climáticos promedio de Estación Meteorológica Automática (AWS), Summit Camp, Capa de hielo de Groenlandia | Parámetros climáticos promedio de Estación Meteorológica Automática (AWS), Summit Camp, Capa de hielo de Groenlandia | Parámetros climáticos promedio de Estación Meteorológica Automática (AWS), Summit Camp, Capa de hielo de Groenlandia | Parámetros climáticos promedio de Estación Meteorológica Automática (AWS), Summit Camp, Capa de hielo de Groenlandia | Parámetros climáticos promedio de Estación Meteorológica Automática (AWS), Summit Camp, Capa de hielo de Groenlandia |
| Mes | Ene. | Feb. | Mar. | Abr. | May. | Jun. | Jul. | Ago. | Sep. | Oct. | Nov. | Dic. | Anual |
| --- | --- | --- | --- | --- | --- | --- | --- | --- | --- | --- | --- | --- | --- |
| Temp. máx. abs. (°C)                                                                                                 | -11.7 | -11.0 | -12.8 | -1.2 | -1.4 | 6.0 | 2.2 | 4.7 | -2.6 | -5.5 | -7.1 | -13.1 | 6.0 |
| Temp. máx. media (°C)                                                                                                | -36 | -38 | -32 | -29 | -19 | -11 | -11 | -14 | -22 | -28 | -28 | -36 | -25.3 |
| Temp. media (°C) | -43 | -42 | -41 | -33 | -23 | -15 | -13 | -16 | -26 | -34 | -36 | -40 | -30.2 |
| Temp. mín. media (°C)                                                                                                | -48 | -46 | -45 | -40 | -30 | -19 | -15 | -21 | -29 | -39 | -42 | -48 | -35.2 |
| Temp. mín. abs. (°C)                                                                                                 | -62.4 | -63.3 | -61.2 | -57.3 | -47.4 | -37.5 | -33.0 | -39.2 | -46.0 | -55.4 | -60.0 | -63.0 | -63.3 |
| Fuente: | | | | | | | | | | | | | |

## Transporte

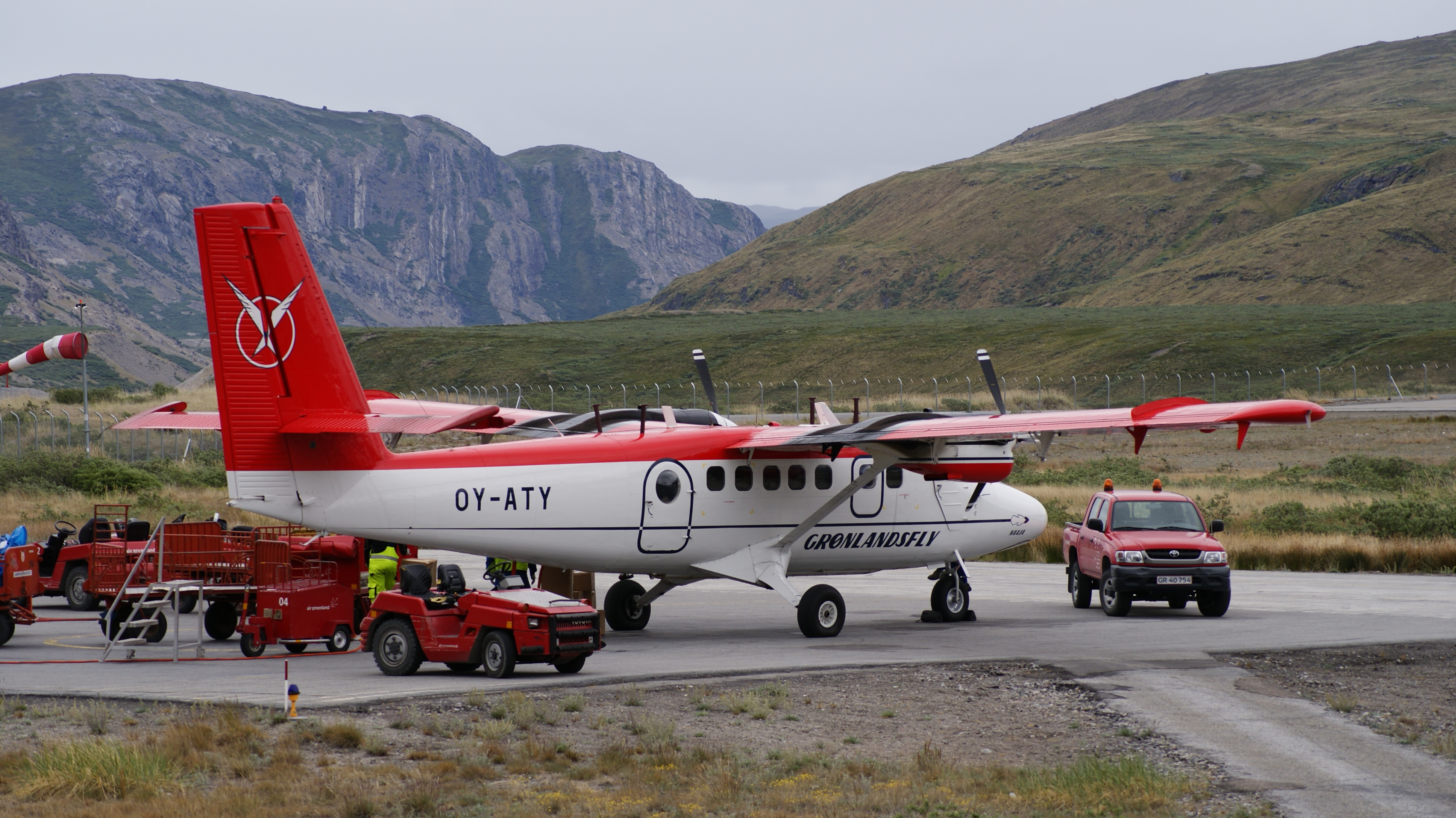
Vuelo de suministro a la Estación Summit hecho por el avión Twin Otter en el verano de 2009.

Durante los meses de verano, se accede al campamento a través del Aeropuerto de Kangerlussuaq con el avión LC-130 Hercules que aterriza en una pista de nieve de 4.572 por 60 m que se prepara regularmente para los aviones equipados con esquís. El acceso en invierno es poco frecuente, utilizando aeronaves más pequeñas equipadas con esquís, como el De Havilland Canada DHC-6 Twin Otter volado por Norlandair.